# 希爾施巴赫河 (奧斯特拉赫河支流)
47°30′10″N 10°21′28″E / 47.5028°N 10.3578°E

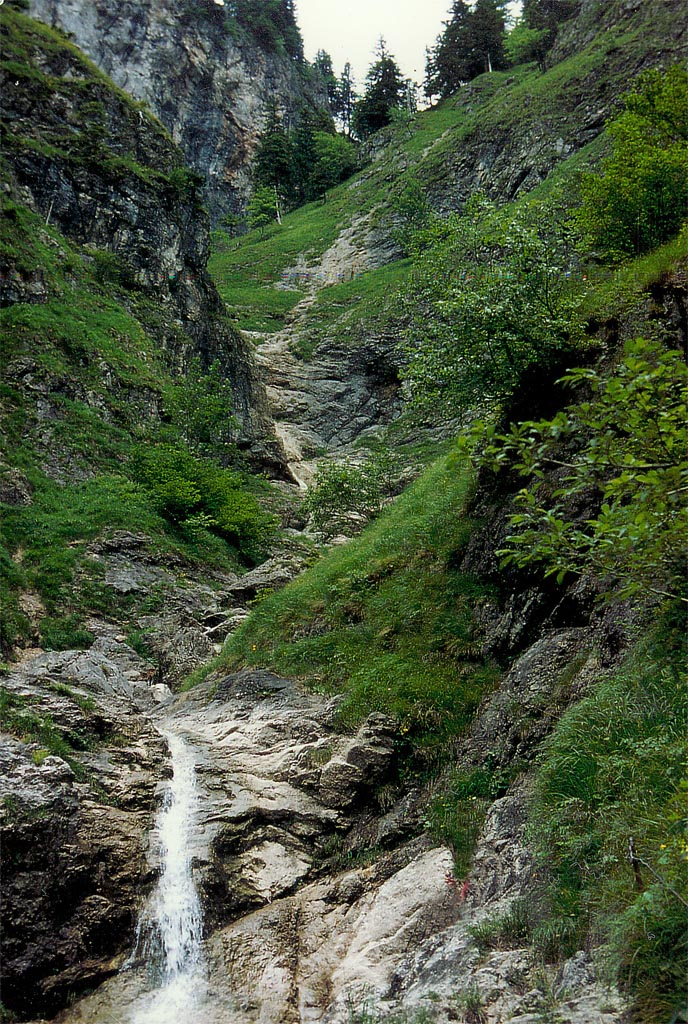

希爾施巴赫河（德語：Hirschbach），是德國的河流，位於該國東南部，由巴伐利亞負責管轄，屬於奧斯特拉赫河的支流，河道全長5.3公里，流域面積9.5平方公里，河口處在巴特欣德朗西南面。